# Модула-3
Мо́дула-3 (Modula-3, M3) — системный язык программирования, развитие языка Модула-2. Разработан в исследовательском центре System Research Center (SRC) компании DEC совместно с Olivetti.
Разработчики: Лука Карделли (Luca Cardelli), Джим Донахью (Jim Donahue), Мик Джордан (Mick Jordan), Билл Калсоу (Bill Kalsow) и Грег Нельсон (Greg Nelson). Язык не получил широкого распространения в промышленности, хотя используется в академических кругах. Во время разработки на язык было оказано значительное влияние со стороны языка Modula-2+, использующегося в то время в SRC для написания ПО для многопроцессорной рабочей станции DEC Firefly.
Основными особенностями Модулы-3 являются: простота, типобезопасность и возможность применения для написания системного ПО. Модула-3 поддерживает обобщённое программирование, многозадачность, автоматическое управление памятью (сборка мусора), обработку исключений, объектно-ориентированное программирование (включая сокрытие данных и методов). Разработчики языка преследовали цель дополнить Модулу-2 новыми средствами современных языков программирования. В то же время потенциально опасные и сложные средства, такие, как множественное наследование и перегрузка операторов, не были включены в язык.

## История
Разработка Модулы-3 началась в 1986 году. Морис Уилкс (Maurice Wilkes) написал Никлаусу Вирту некоторые идеи по созданию новой версии Модулы. Уилкс, до этого работавший в DEC, вернулся в Англию и устроился в исследовательский центр Olivetti. Вирт в это время был занят разработкой нового языка программирования Oberon, но не отказал Уилксу в помощи.
Описание Модулы-3 было закончено в августе 1988 и исправлено в январе 1989 года. Тогда же появились компиляторы от DEC SRC и Olivetti, а также начали появляться компиляторы от сторонних фирм.
В девяностые годы XX века Модула-3 получила распространение преимущественно в академической среде, как язык для обучения программированию, и почти не использовалась в промышленности. Причиной этого могла послужить гибель DEC — основного разработчика языка. В то же время корпорацией Critical Mass был предложен коммерческий компилятор CM3 и интегрированная среда разработки Reactor. В 2000 году Critical Mass прекратила свою деятельность.
В настоящее время техническую поддержку Модулы-3 предоставляет корпорация Elego Software Solutions GmbH, которая унаследовала от Critical Mass исходные коды компилятора CM3. Интегрированная среда Reactor сейчас переименована в CM3 IDE и распространяется с исходными текстами. В марте 2002 года Elego получила исходные тексты компилятора PM3, до этого разрабатывавшегося в Ecole Polytechnique de Montreal.

## Возможности языка
Обработка исключений в блоках TRY … EXCEPT … END и TRY … FINALLY … END. Конструкция EXCEPT реализована подобно конструкции CASE. Modula-3 также поддерживает цикл LOOP … EXIT … END.
Реализована поддержка объектно-ориентированного программирования. Объектным типом является OBJECT. Этот тип отличается от записей (RECORD) тем, что является ссылочным, и позволяет создавать процедуры, связанные с типом (методы), а также поддерживает перегрузку методов. Все методы являются виртуальными. Например, конструкция:
```
TYPE A = OBJECT a: INTEGER; METHODS p():=AP END;

```

определяет объектный тип, содержащий поле a целого типа и метод p. Процедура AP является реализацией метода p и имеет следующий вид:
```
PROCEDURE AP(self: A) = BEGIN … END AP;

```

Вызов метода осуществляется так: o.p();, где o — переменная (объект) типа A.
Конструкция REVEAL обеспечивает простой, но в то же время очень мощный механизм сокрытия деталей реализации объекта от клиентов.
Модула-3 — один из немногих языков, который требует, чтобы программные единицы, импортированные из внешних модулей, строго квалифицировались. Например, если модуль A использует переменную x из модуля B, обращение к этой переменной должно быть записано в такой форме: B.x. Другими словами, Модула-3 не позволяет импортировать все объекты, экспортируемые каким-либо модулем. Благодаря этому практически невозможно вывести из строя программу, добавив в неё новую функциональность. Большое количество пользователей может одновременно расширять программу, не боясь, что это приведёт к сбоям. Также Модула-3 устанавливает различие между объявлением сигнатуры метода (блок METHODS) и его перегрузкой (блок OVERRIDES).

## Свойства языка
- Модули состоят из интерфейса (INTERFACE) и тела (MODULE);
- Модули, содержащие небезопасный код, помечаются ключевым словом UNSAFE;
- Автоматическое управление памятью (сборка мусора);
- Строгая типизация, составные (RECORD) и расширяемые (OBJECT) типы;
- Обработка исключительных ситуаций;
- Поддержка многопоточности;
- Обобщения (GENERIC, аналог шаблонов C++).

## Примеры
Программа Hello, world! может выглядеть так:
```
MODULE Main;
IMPORT IO;
BEGIN
  IO.Put ("Hello World\n")
END Main.

```

или так (используется модуль работы с потоком вывода):
```
MODULE Hello EXPORTS Main;
IMPORT Wr, Stdio;
BEGIN
  Wr.PutText(Stdio.stdout, "Hello, World!\n");
  Wr.Close(Stdio.stdout);
END Hello.

```

## Некоторые модули, входящие в стандартную библиотеку
Аналогично языку C, большинство процедур для написания программ на Модуле-3 реализовано в стандартной библиотеке. Операции ввода-вывода также реализованы в стандартной библиотеке.
- IO — интерфейс ввода-вывода.
- Rd/Wr — интерфейсы, реализующие потоки чтения/записи, соответственно.
- Text — интерфейс для работы со строками (тип TEXT).
- Word — процедуры для работы с беззнаковыми целыми.
- Fmt — форматирование данных различных типов для печати.

Также в состав стандартной библиотеки входят интерфейсы для работы с числами с плавающей точкой, словарями, списками и т. д.

## Низкоуровневое программирование
Модула-3, помимо ссылок, также поддерживает и указатели. Тип ADDRESS является аналогом типа void* в Си. Указатель на переменную целого типа будет выглядеть так:
```
TYPE IntPtr = UNTRACED REF INTEGER;

```

Для получения адреса переменной используется встроенная функция ADR(), которая является аналогом операции & в Си. Сборщик мусора не следит за указателями (об этом говорит слово UNTRACED). Все указатели нужно освобождать вручную, используя встроенную процедуру DISPOSE.
Также, Модула-3 поддерживает все типы данных, имеющиеся в языке Си. Благодаря этому, код на Модуле-3 может свободно компоноваться с кодом на языке Си. Все определения типов содержатся в модуле Ctypes.

## Основные реализации
Большинство компиляторов имеет статус Open Source.
- DEC SRC M3 — оригинальный компилятор Модулы-3 от DEC.
- Critical Mass CM3 — наиболее развитый преемник DEC SRC M3.
- Polytechnique Montreal Modula-3 PM3 — другой преемник DEC SRC M3 (сейчас слился с CM3).
- EzM3 — легковесный независимый компилятор, построенный на основе PM3. Развивается совместно с CVSup
- HM3 — преемник PM3 (версии 1.1.15), с поддержкой POSIX Threading (NPTL).

Все реализации поддерживают большое количество платформ (более 20). Типы данных бинарно совместимы с типами языка C, что позволяет использовать совместно эти два языка.

## Проекты, использующие Модулу-3
- Операционная система SPIN (en) была написана на Модуле-3. Интерфейсы ядра совместимы с DEC Unix.
- CVSup — программа для синхронизации репозиториев, также написана на Модуле-3.